# Crown and Council
Crown and Council es un videojuego de estrategia por turnos desarrollado por Henrik Pettersson, empleado de Mojang. El juego fue anunciado y lanzado como sorpresa en Steam el 22 de abril de 2016 y estuvo disponible de forma gratuita.

## Jugabilidad
El juego pone al jugador en control de una nación que lucha contra otras en un mapa basado en mosaicos. En cada turno, el jugador obtiene ingresos en función de las fichas conquistadas y puede gastar el dinero ganado para conquistar otras fichas o mejorar las suyas mediante la construcción de estructuras como fuertes, aldeas y universidades, que otorgan diferentes bonificaciones. El jugador gana un mapa una vez que ha eliminado a todos los enemigos, independientemente de las fichas neutrales restantes. Hay 75 mapas, con la posibilidad de generar mapas adicionales por procedimientos.

## Desarrollo y lanzamiento
El juego fue desarrollado en su totalidad por el programador de Mojang, Henrik Pettersson. Originalmente fue concebido en un game jam de 72 horas, y se inspiró en los juegos History of the World y Slay. Pettersson describió el juego como "experimental", y que aunque Mojang sigue siendo "una empresa de Minecraft que hace cosas de Minecraft " y que la mayoría de los prototipos ocurren dentro del entorno de Minecraft, los desarrolladores tienen algo de tiempo reservado para trabajar en sus propias ideas. Como proyecto de pasatiempo, Crown and Council no estaba destinado originalmente para su lanzamiento público; Pettersson, un artista que se unió a Mojang para trabajar en Scrolls en 2011, usó el proyecto relativamente simple para aprender a codificar. Creía que incluso si el juego se distribuiría algún día, sería reconstruido por "programadores reales". Se trabajó en el juego durante varios meses y se usaron fragmentos de código tomados de otros proyectos de Mojang. Pettersson le da crédito al programador de Minecraft Pocket Edition, Aron Nieminen, como su mentor de programación.
Es el primer juego desarrollado por Mojang que se lanza en Steam, aunque Mojang publicó Cobalt de Oxeye Game Studio en Steam en febrero de 2016. El lanzamiento de Steam fue sugerido originalmente por el productor de Mojang, Daniel Kaplan, y se aprovechó la oportunidad para aprender el proceso, que Pettersson describe como "sorprendentemente sencillo", y señaló que la empresa matriz de Mojang, Microsoft, no tuvo problemas con la licencia y la marca registrada Crown and Council para su lanzamiento en Steam.
Pettersson originalmente dijo que planeaba continuar trabajando en el juego para corregir errores y agregar funciones. Una actualización lanzada en enero de 2017 agregó una campaña de 99 mapas y ajustes a la generación de procedimientos y la mecánica de toma de tierra para mejorar el equilibrio. El cambio más importante fue en los cálculos que afectan el ataque y la defensa de los territorios: se eliminó el elemento de "aleatoriedad" y se agregó "desgaste", lo que significa que los ataques fallidos mejoran las posibilidades de éxito de futuros ataques. Esta actualización también agregó versiones para macOS y Linux.

## Recepción
El juego ha sido descrito como un juego de estrategia minimalista de ritmo más rápido que recuerda a Risk o Civilization, y como un Eight Minute Empire para un solo jugador. También fue descrito como tradicional pero entretenido, con un buen desafío, pero se queda sin contenido después de unos pocos niveles.
Ha recibido críticas mixtas de usuarios de jugadores. Fue descargado unas 60 mil veces en el mes siguiente a su lanzamiento,